# Аваморі

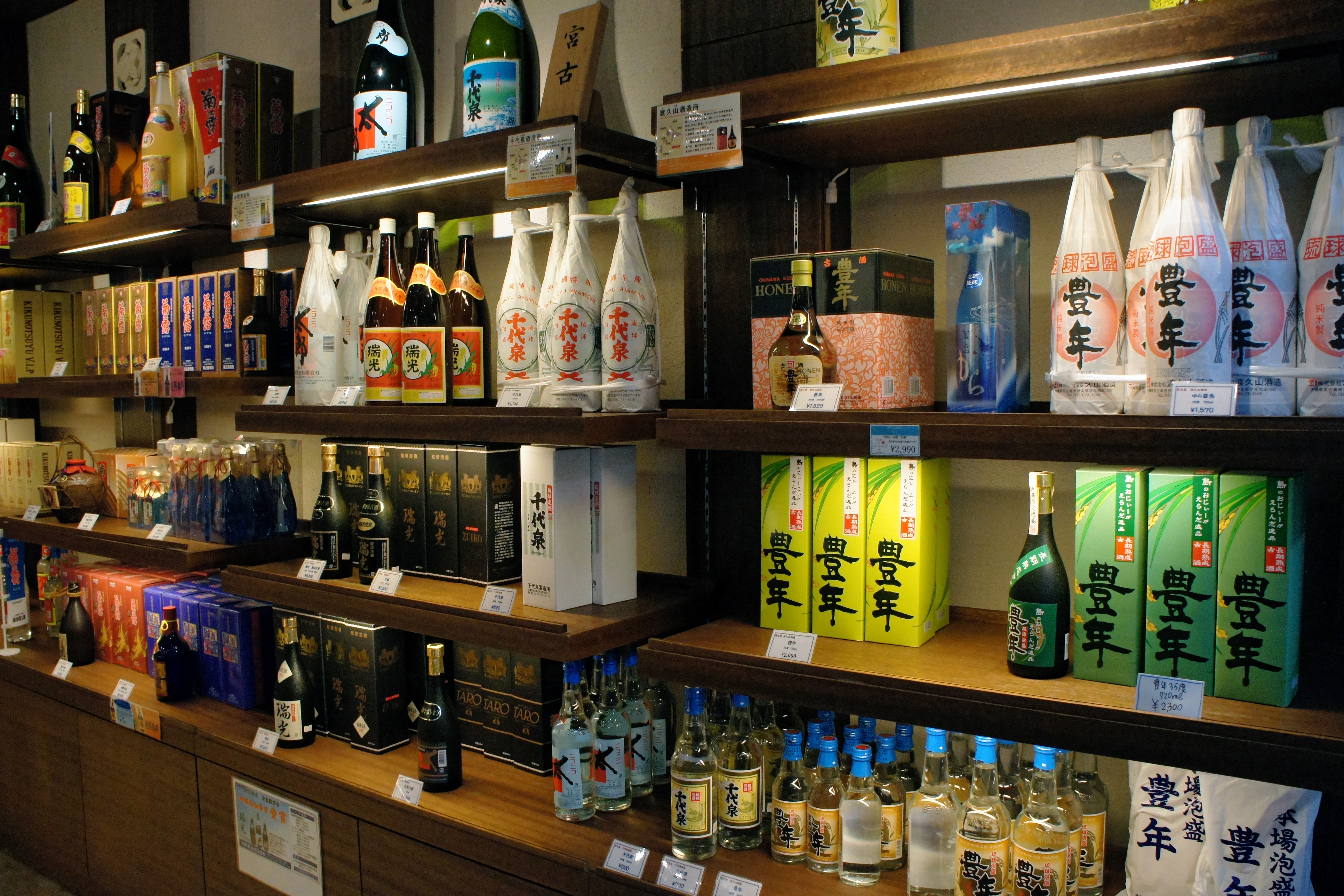
Аваморі в пляшках на стелажах в магазині

Аваморі (泡 盛, окінав.:アームイ) — місцевий алкогольний напій в Окінаві, Японія. Він виготовляється з довгозернистого рису (лат. Oryza sativa indica) шляхом  дистиляції (як шьочю), а не просто ферментації (як саке). 
Спершу запах аваморі може здатись неприємним, оскільки він має дуже сильний аромат. Смак має землисті, квіткові, солодкі, трав’яні мотиви або їх поєднання. Аваморі, як правило, має 60-86 пруф (30-43% спирту), хоча експортні марки (в тому числі брендів, що поставляються до решти територій Японії) частіше мають 50 пруф (25% спирту). Деякі види (особливо ханазаке) мають 120 пруф (60%) та є легкозаймистими. 
Інша назва аваморі, що використовується в Окінаві, — це "острівне саке" (яп. 島酒, шіма-заке), або скорочено шіма.
Щорічно Окінава виробляє понад 21,7 мільйона тонн аваморі (понад 12 мільйонів пляшок) — і 80 відсотків цієї кількості споживається саме на Окінаві.
Кореґусу є типом гострого соусу з чилі настоєного в аваморі і є популярною приправою до окінавських страв, наприклад до окінавської соби. 

## Етимологія
Вважається, що аваморі отримав свою назву завдяки бульбашкам ава (яп. 泡), які піднімаються і накопичуютьсяморі (яп. 盛) під час перегонки. Чим більше бульбашок, тим вища концентрація алкоголю в кінцевому продукті. До винаходу приладу для вимірювання вмісту алкоголю, його вміст оцінювали наступним чином — аваморі виливали з посудини з малим носиком зі значної висоти, і спостерігали, скільки бульбашок утворилося в чашці, куди лився аваморі, — чим більше бульбашок, тим вищий вміст алкоголю.
Існують інші гіпотези щодо походження назви. Одна з них вважає, що назва походить від кандзі 粟 (також вимовляється як ава), що означає "пшоно", сировину, яка використовувалася для виготовлення аваморі століття тому, і тепер повністю замінена рисом.

## Історія
Перша згадка про дистильовані алкогольні напої Окінави належить китайському послу у 1534 році. Він описував "міцний напій, що прийшов з Сіаму і виробляється тим же шляхом, що і китайські дистиляти". Отже, ймовірно, аваморі зобов’язаний своїм існуванням торговій історії Окінави. Аваморі подібний до тайського напою Lao Khao (เหล้า ขาว), і можливо техніка дистиляції була привезена до Окінави з Таїланду (раніше відомого як Королівство Аюттхая) у 15 столітті, коли Окінава служила головним торговим посередником між Південно-Східною Азією, Китаєм та Японією. Жителі окінави вдосконалили процес дистиляції, використавши методи сусідніх країн, і роблячи його більш придатним для субтропічного клімату та включивши унікальну місцеву чорну цвіль кодзі (лат. Aspergillus awamori). 
У 17-18 столітті, аваморі був напоєм для аристократії та еліт, він експортувався до Японії і був недоступним для бідніших верств населення. У 18 і на початку 19 століття виробництво аваморі було дозволено лише у видимих межах від замкових стін; а отже воно було зосереджено на південний схід від замку Сюрі. Тільки 40 осіб мали дозвіл на виробництво аваморі. Виробництво аваморі без ліцензії було серйозним правопорушенням, за яке сім'я правопорушника виганялася до тюремного острову. Однак враховуючи географію і віддаленість деяких Окінавських островів можна припустити, що не все виробництво відбувалося лише біля замку Сюрі. Деякі віддалені острови мають історичну традицію дистиляції, і деякі з них офіційно толерувалися владою. Однак, можна досить впевнено припустити, що до 19 століття для більшості населення цей напій був недоступний. Селяни ж споживали алкоголь отриманий шляхом ферментації.
У 1870-х королівство Рюкю, яке до цього існувало на окінавських островах, було підкорене Японією і обмеження щодо вирбництва аваморі були зняті. У 1893 році уже існувало 447 окремих виробництв. На початку 20 століття аваморі став доступний для більшості населення.
Під час битва за Окінаву традиційні центри виробництва аваморі поблизу замку Сюрі були знищені. Запаси аваморі, що витримувалося понад 200 років, були знищені також. Так само було втрачено запаси спор цвілі кодзі. Кодзі була відновлена лише після тривалих і наполегливих спроб. Коли американські сили окупували Окінаву, виробництво аваморі було заборонене через нестачу рису. Однак населення ігнорувало заборону. Американські військові повідомляли, про використання коричневого цукру, кукурудзи, пшениці, фруктів і навіть шоколаду для дистиляції. У 1946 році, місцеве населення попросило про відміну заборони, і таке рішення було погоджено. Спочатку було дозволено виготовляти алкоголь лише на основі патоки. А через два роки приватні компанії отримали можливість просити про дозвіл на виробництво аваморі. Було подано 229 заявок на дозвіл, отримано було 79 дозволів. Лише 11 підприємств існували у довоєнний період.
Окрім очевидних економічних викликів післявоєнного часу, виробники аваморі зустрілися з іншою проблемою на початку 1950-х. У цей час почалося запровадження скляної тари. До цього традиційно використовувалися глиняні контейнери, які дозволяли напою "дихати" і уникати накопиченню небажаних запахів. При неправильному використанні скляної тари, напій накопичув неприємний аромат. Це призвело до падіння популярності напою, і багато людей почали надавати перевагу віскі. Виробництво аваморі скоротилося на 40% між 1958 і 1963 роками. Число виробництв у відповідний період впало з 118 до 85.
Після того як американці повернули Окінаву під контроль Японії у 1972 році, кількість виробництв складала лише 46. У подальшому серія культурних та історичних ініціатив допомогла людям побачити аваморі як частину їх культурного спадку. Поступово напій набував більшої популярності не лише в Окінаві, а і в решті Японії, і знову став частиною культури Окінави. Завдяки зусиллям виробників і суворішому контролю якості, аваморі починає сприйматися як алкоголь високої якості.
З 2014 року ведеться дискусія стосовно номінації аваморі до включення до списку шедеврів усної та нематеріальної культурної спадщини людства.
У 2017 році, зіткнувшись зі зниженням продажів на внутрішньому ринку, три відомих виробники аваморі в Окінаві об'єднали свої зусилля, щоб представити аваморі на закордонних ринках, зокрема в США та Європі. Продукт із маркою RYUKYU 1429 Authentic Awamori дебютував у Європі у Великій Британії в червні 2019 року.
У 2020 у зв'язку з пандемією коронавірусної хвороби, один з виробників анонсував про випуск аваморі "Сейфуку 77" (“Seifuku 77”), що містить 77% алкоголю. І хоча цей аваморі продається як напій, завдяки високому вмісту спирту його можна використовувати як дезінфектант.

## Виробництво
Хоча аваморі — це дистильований рисовий лікер, він відрізняється від японського шьодзю кількома способами. Ферментація аваморі відбуваєтьс в один етап, тоді як шьодзю у два. Для аваморі використовують тайський довгозернистим рис indica, а не дрібнозернистий japonica як для шьодзу. Нарешті, для аваморі використовують виключно чорну цвіль кодзі (лат. Aspergillus awamori), типову для Окінави, тоді як японська шьодзу використовують білі (лат. Aspergillus kawachii), чорні та жовті форми (лат. Aspergillus oryzae) кодзі.

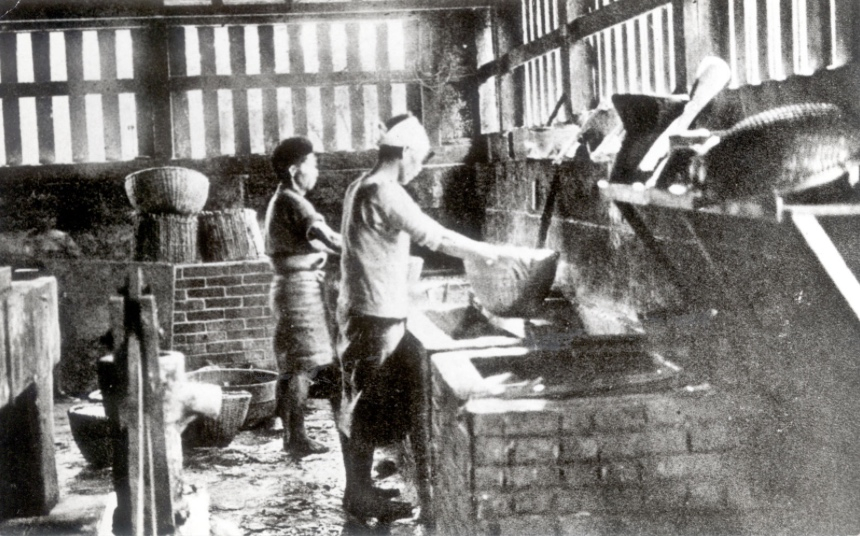
Промивання рису для аваморі.

### Додавання кодзі
Раніше аваморі виробляли з різної сировини, включаючи пшоно, місцевий рис, солодку картоплю, цукрову тростину. Сьогодні увесь аваморі виготовляються з рису indica, імпортованого з Таїланду. Для виробництва закупляють "битий" рис з поламаними рисинками, який не може бути проданий для споживання у їжу. З однієї сторони це знижує ціну, з іншої ж менші рисинки створюють більшу площу поверхні сприяючи більш ефективному поширенню кодзі. 
Рис спочатку промивається і потім обдається паром протягом 45-50 хвилин. Потім він охолоджується і до нього додаються спори кодзі. Завдання кодзі — перетворення крохмалю рису на цукор. Рис з кодзі залишають на 24 години. Деякі виробники-традиціоналісти використовують хінекодзі метод, залишають рис з кодзі на три дні.

### Ферментація

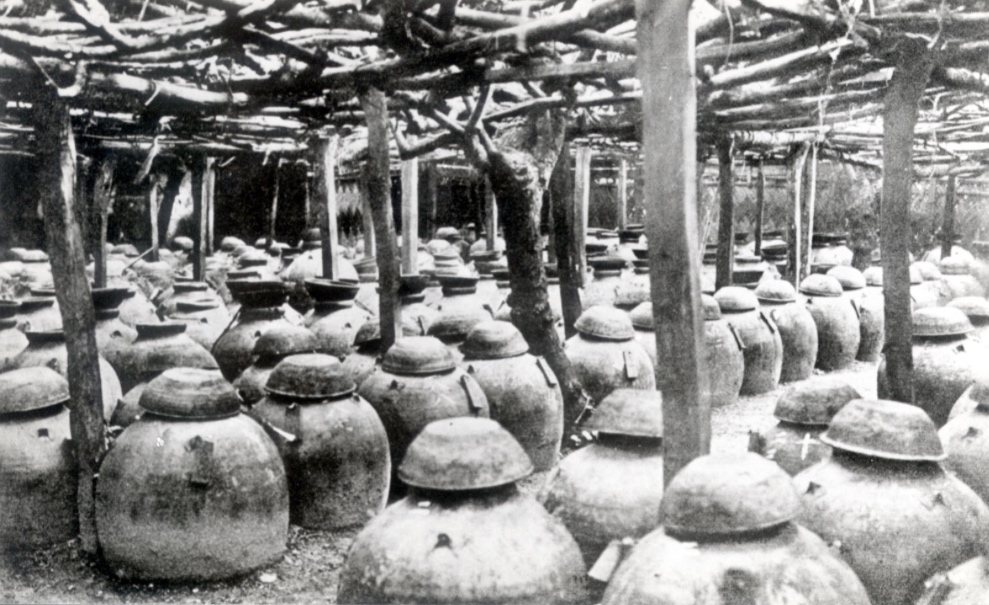
Традиційні глиняні горщики для ферментації (моромі) аваморі.

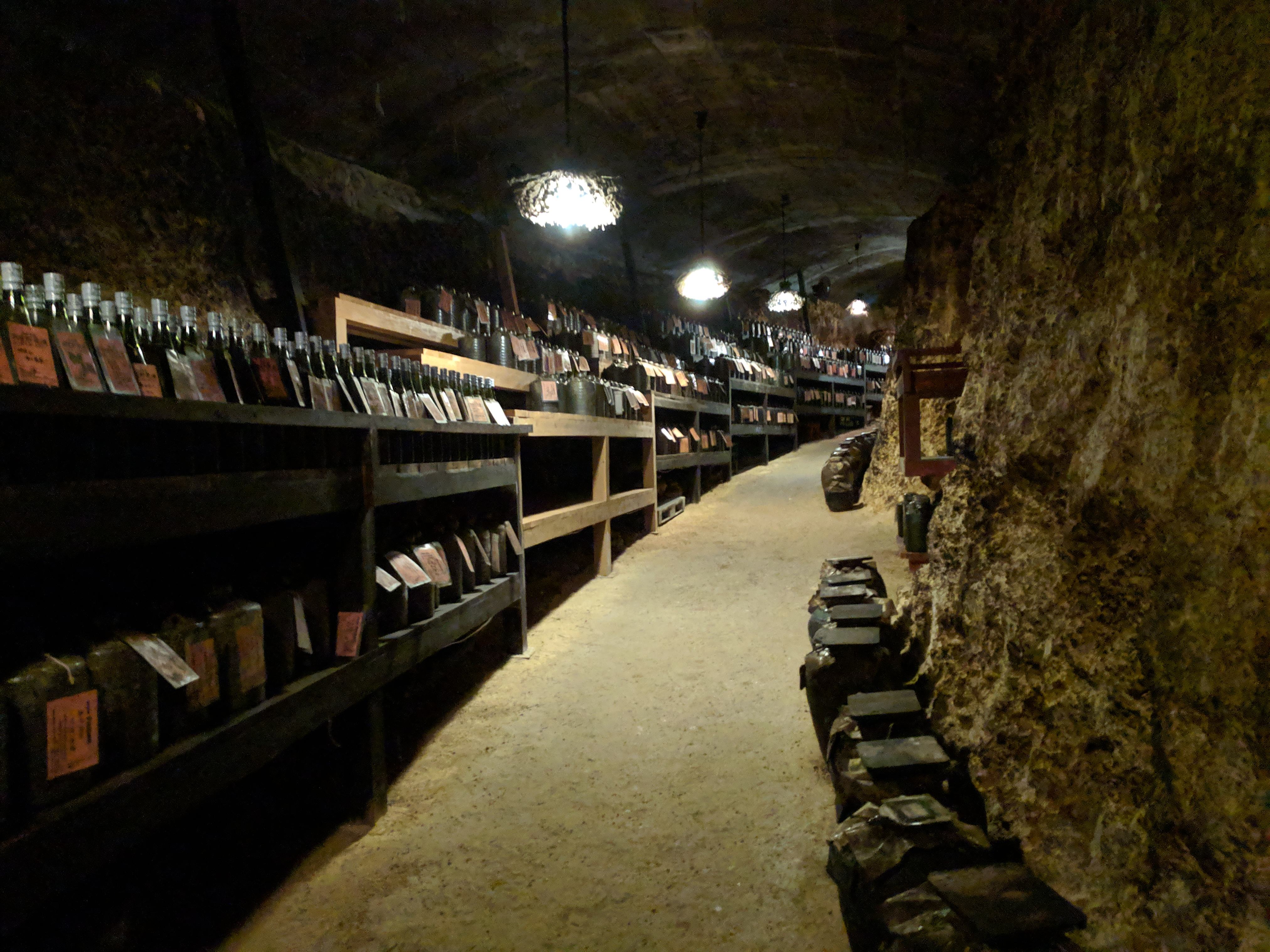
Вже придбаний аваморі, що дозріває у спеціально побудованому підвалі на заводі Тараґава, Міяко, Окінава.

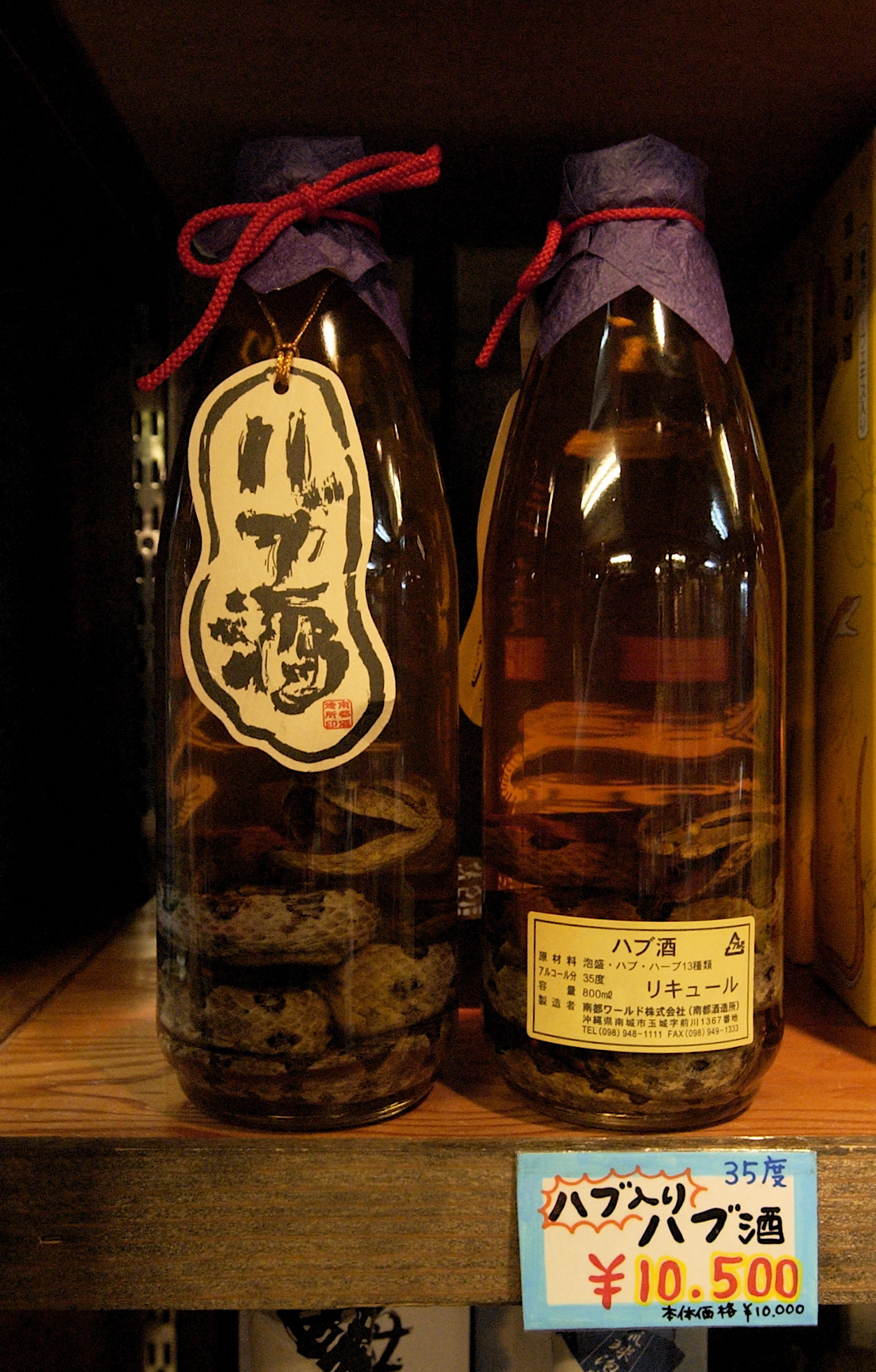
Хабушу, варінт аваморі з хабу (гадюкою).

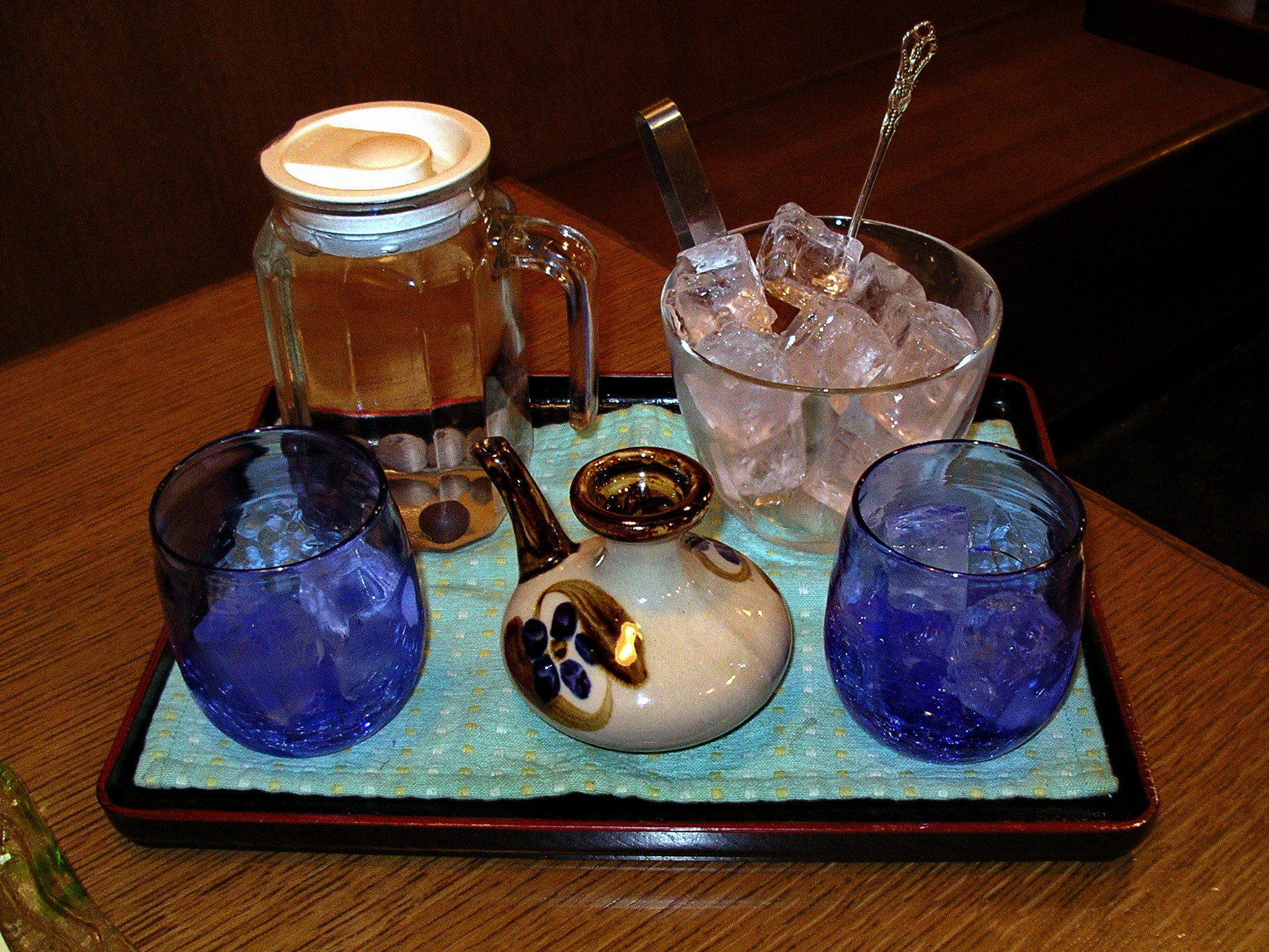
Традиційна подача аваморі в посудині кара-кара з водою та льодом.

Ферментація (моромі) рису з кондзі триває 10-20 днів. Раніше для цього використовувалися традиційні глиняні горщики. На виході отримується напій з вмістом алкоголю близько 18%.

### Дистиляція
Різні виробники використовують різні типи дистиляторів. Більшість виробників отримують дистилят з вмістом алкоголю близько 44%, який потім розводять до 30% перед розлиттям напою у пляшки. Виняток — три виробники на Йонаґуні, що виготовляють 60% дистилят, який згідно з нормами не має права називатися аваморі і має назву ханазаке. 

### Витримка
В результаті витримки аваморі отримують кусу. Аваморі витримується під землею при постійній прохолодній температурі традиційно у глиняних горщиках (метод шіцуґі), хоча багато виробників відмовилося від цього методу. Вважається, що смак кусу м'якший і багатший ніж невитриманого аваморі. Насправді ж смак залежить від якості аваморі, типу і місця витримки, та може сильно варіюватися. Одна стара категоризація виділяє три типи кусу: "аромат білої сливи", "аромат щоки", "аромат козла". Цей анекдотичний приклад підкреслює широту гами ароматів кусу.

### Місцеві традиції
Люди, що живуть поблизу виробництв аваморі, мають можливість придбати власні глиняні горщики для витримки, наповнити їх і віддати на зберігання до підвалів виробника. Пізніше, коли вони хочуть випити напій, вони телефонують до виробника, той привозить аваморі. Коли весь вміст горщика буде випитий, виробник забере його назад, наповнить і знову розмістить у себе на зберігання.
Коли у сім'ї народжується дитина, батьки купляють горщик з аваморі, і той витримується 20 років до моменту, коли дитині можна буде вживати алкоголь, і відповідно вручається як подарунок. 
У одного з виробників є ще й інша традиція. Коли учні молодшої школи приїжджають на завод на екскурсію, їх фотографують, фото роздруковують на етикетках, пляшки з такими етикетками відправляються на зберігання. Ці діти, по досягненню дорослого віку можуть їх забрати.

## Типи аваморі

### Кусу
Коли аваморі витримується три роки і більше, він називається кусу (яп. 古酒, "старий лікер"). З юридичної точки зору для того, щоб мати право на маркування «кусу», аваморі повинен бути у віці не менше трьох років. Записи 1926 року стверджують, що в замку Сюрі були кусу, що витримувалося протягом 200 років, під час битви за Окінаву вони були знищені. Ціна аваморі і кусу зростає із віком напою. 

### Ханазаке
На Йонаґуні, самому західному острові Японії, виробляють варіант аваморі під назвою ханазаке (яп. 花酒), буквально «квітковий лікер», вміст алкоголю в якому становить 60%. Спочатку він був призначений для проведення релігійних церемоній. 

### Хабушу
Хабушу (яп. ハブ酒) — це лікер на основі аваморі настояний на гадюці лат. Trimeresurus flavoviridis. 

## Споживання
Класичний спосіб споживання аваморі — напряму, без розведення. Ранні джерела розповідають, що аваморі споживався з маленьких чаш, чібуґва, розміром з наперсток. Зараз ці малі чаші часто подаються з маленьким графином, ґарі-ґарі, з невеликою керамічною кулькою всередині. Кулька не створює звуків поки посудина наповнена, коли ж посудина пуста кулька вдаряється об стінки зі звуком ґарі-ґарі, сповіщуючи про необхідність наповнити посудину знову. 
Згідно з іншими джерелами, чаша називається чуко, а назва графина ближче за вимовою до кара-кара. 
Найпопулярніший спосіб споживання аваморі — це з холодною водою чи льодом. Аваморі з водою — це міцуварі. На острові Міяко, міцуварі — це стандартний спосіб споживання. Вважається, що міцуварі кімнатної температури найліпше дасть розкритись аромату аваморі. Інший спосіб — це оюварі, з додаванням гарячої води (60-80°С). Вважається, що він був принесений самураями протягом періоду Едо. Невитриманий аваморі (іппаншу) часто споживається з фруктовими соками, особливо з цитрусовими. 
Ханазаке традиційно вживається нерозведеним і охолодженим. 